# Пестроглазка галимеда
Пестроглазка галимеда, или клетчатая бархатница маньчжурская (Melanargia halimede), — вид дневных бабочек из семейства Бархатницы. Названа по имени одной из нереид из греческой мифологии.

## Описание
Длина переднего крыла 24-32 мм у самцов и 26-32 мм у самок. Бабочки средних размеров. Окраска преимущественно контрастная, в черно-белых цветах. В основании передних крыльев вздутой является только одна жилка. Наружный край передних крыльев округлый, задних крыльев — волнистый. На заднем крыле жилка M3 и жилка Cu1 отходят от центральной ячейки в двух разных точках. На крыльях самцов заметные андрокониальные поля отсутствуют. Голова с голыми глазами, непокрытыми волосками. Усики с постепенно утолщающейся булавой. Снизу на передних крыльях обе краевые белые полоски примерно одинаковые по ширине, иногда внутренняя не более чем в 2 раза шире внешней. Сверху на задних крыльях между М1 и М2 прикраевое чёрный поперечный штрих почти прямой, а разделяемые им белые пятна различаются по наибольшей ширине более чем в 4-6 раз. Снизу на заднем крыле дискальная темная перевязь обычно развита только до М3, реже Сu2.

## Ареал
Дальний Восток России, полуостров Корея, Китай, Восточная Монголия.

## Биология
Развивается в одном поколении за год. Время лёта бабочек с середины июля по сентябрь. Бабочки встречаются на лугах и лесных полянах. Самки откладывают по одному яйца на листья и стебли кормовых растений — различных злаков. Зимует стадия гусеницы. Куколка светло-коричневого цвета.